# Kings Never Die
Kings Never Die (englisch für „Könige sterben nie“) ist ein Lied des US-amerikanischen Rappers Eminem, bei dem der Refrain von der Sängerin Gwen Stefani gesungen wird. Der Song ist die zweite Singleauskopplung aus dem Soundtrackalbum Southpaw zum gleichnamigen Film und wurde am 10. Juli 2015 veröffentlicht.

## Inhalt
Kings Never Die behandelt Eminems Status als König im Hip-Hop, mit dem er, aufgrund seiner Musik, auch über den Tod hinaus, ewig verbunden bleibe. Er richtet sich, wie schon so oft, an seine Kritiker und alle Leute, die ihn dazu drängen, sich aus dem Rap zurückzuziehen. Diesen widerspricht Eminem, dass er nicht aufhöre, sondern weitermache, bis er wieder an der Spitze stehe und König bleibe. Des Weiteren werden Parallelen zum zugehörigen Film Southpaw deutlich, in dem der Protagonist Billy Hope, gespielt von Jake Gyllenhaal, sich in den Boxring zurückkämpft und als Champion in Erinnerung bleiben will.

“Here to stay

Even when I’m gone

When I close my eyes

Through the passage of time

Kings never die”

## Produktion
Der Song wurde von dem US-amerikanischen Musikproduzenten DJ Khalil produziert, der zusammen mit Eminem, Luis Resto, Liz Rodrigues, Erik Alcock und Chin Injeti auch als Autor fungierte.

## Lyric-Video
Zu Kings Never Die wurde am 29. Juli 2015 ein Lyric-Video auf YouTube veröffentlicht, bei dem der Songtext vor wechselndem, animierten Hintergrund, der teilweise Bezug zum Boxsport hat, abgespielt wird. Das Video verzeichnet rund 45 Millionen Aufrufe (Stand Juli 2020).

## Single

### Covergestaltung
Das Singlecover ist schlicht gehalten und zeigt die Schriftzüge Eminem, Kings Never Die und Feat. Gwen Stefani in Rot bzw. Weiß vor schwarzem Hintergrund. Im unteren Teil des Covers steht die Anmerkung Music from and Inspired by the Motion Picture Southpaw in Weiß.

### Chartplatzierungen
Kings Never Die erreichte Platz 80 in den US-amerikanischen Singlecharts und konnte sich zwei Wochen lang in den Top 100 halten. Im Vereinigten Königreich belegte der Song für eine Woche Rang 82. Dagegen konnte sich das Lied im deutschsprachigen Raum nicht in den Charts platzieren.
| ChartsChartplatzierungen       | Höchstplatzierung | Wochen |
| ------------------------------ | ----------------- | ------ |
| Vereinigte Staaten (Billboard) | 80 (2 Wo.)        | 2      |
| Vereinigtes Königreich (OCC)   | 82 (1 Wo.)        | 1      |

### Auszeichnungen für Musikverkäufe
Kings Never Die wurde im Jahr 2018 für mehr als 500.000 verkaufte Exemplare in den Vereinigten Staaten mit einer Goldenen Schallplatte ausgezeichnet.

| Land/Region                  | Auszeichnungen für Musikverkäufe (Land/Region, Auszeichnung, Verkäufe) | Verkäufe |
| ---------------------------- | ---------------------------------------------------------------------- | -------- |
| Australien (ARIA)            | Gold                                                                   | 35.000   |
| Brasilien (PMB)              | Gold                                                                   | 30.000   |
| Vereinigte Staaten (RIAA)    | Gold                                                                   | 500.000  |
| Vereinigtes Königreich (BPI) | —                                                                      | 132.000  |
| Insgesamt                    | 3× Gold ·                                                              | 697.000  |

Hauptartikel: Eminem/Auszeichnungen für Musikverkäufe